# 留萌交番日記
『留萌交番日記』（るもいこうばんにっき）は、1995年4月から6月に北海道テレビ放送（HTB）で放送された北海道ローカルのテレビドラマ。「エリアコードドラマ011」の1本。放送時間は毎週金曜深夜23時30分 - 24時00分。全12回。

## あらすじ
40年近く犯罪らしき事件の起きていない、漁港と水産加工で成り立つ小さな町。のどかで平和な町の派出所に勤務する3人の警官の物語。

## キャスト
- 中野英雄
- 飯島直子
- 山田吾一
- 沖直美
- 村上淳
- ミスターちん
- 嶋田久作
- 大河内浩

## スタッフ
- 演出：遠藤達也
- 脚本：三木聡
- 制作：ソニー・アンティノス、HTB

## 主題歌
- B☆KOOL「JUMPIN' FLASH」

## ロケ地
- 留萌市

## 保有
チャンネルネコとHTBの間で交渉中。
| HTBテレビ エリアコードドラマ011 | HTBテレビ エリアコードドラマ011 | HTBテレビ エリアコードドラマ011 |
| 前番組                          | 番組名                          | 次番組                          |
| ------------------------------- | ------------------------------- | ------------------------------- |
| （有）アロハ暖房                | 留萌交番日記                    | テレビ局物語 今にみてろ!        |